# Dekanat goliński
Dekanat goliński – dekanat włączony z dniem 25 marca 2004 do archidiecezji gnieźnieńskiej z Diecezji włocławskiej. 
Do czasu włączenia do archidiecezji gnieźnieńskiej w jego granicach znajdowała się także parafia św. Marcina w Kazimierzu Biskupim i Klasztor oo. Kamedułów w Bieniszewie obecnie Dekanat koniński III Diecezja włocławska. Dziekanem jest ks. Andrzej Urbański (proboszcz parafii pw. Matki Bożej Szkaplerznej w Golinie). Dekanat goliński powstał na mocy dekretu biskupa włocławskiego Jana Zaręby z 20 stycznia 1971.
Kościoły w dekanacie:
- Parafia św. Katarzyny Aleksandryjskiej w Cieninie Kościelnym
- Parafia Matki Bożej Szkaplerznej w Golinie
- Parafia Matki Bożej Pocieszenia w Kawnicach
- Parafia św. Mikołaja Biskupa w Lądku
- Parafia św. Mateusza w Myśliborzu